# Billy Tipton
Billy Lee Tipton (Oklahoma City, 29 de dezembro de 1914 - Spokane, 21 de janeiro de 1989) foi um músico de jazz estadunidense, líder de banda e agente de talentos. Tipton viveu e se identificou como homem pela maior parte da sua vida adulta; após sua morte, amigos e familiares ficaram surpresos ao descobrir que ele era transgênero.
Sua carreira musical começou em meados da década de 1930 quando ele liderava uma banda para transmissões de rádio. Ele tocou em várias bandas de dança nos anos de 1940 e gravou dois álbuns de trio para uma pequena gravadora em meados da década de 1950. Depois disso, ele trabalhou como agente de talentos, Tipton encerrou suas apresentações no final da década de 1970 por conta de artrite.

## Infância e adolescência
Designado o gênero feminino ao nascer, foi dado o nome de Dorothy Lucille Tipton. Tipton nasceu em Oklahoma City, em 29 de dezembro de 1914. Cresceu em Kansas City, em Missouri, onde foi criado por sua tia após seus pais se divorciarem quando ele tinha 4 anos de idade.[2] Como estudante de ensino médio, Tipton passou a ser chamado pelo apelido de "Tippy" e começou a se interessar por música (especialmente jazz), tocando piano e saxofone.[2] Tipton não foi permitido de se juntar à banda escolar exclusivamente masculina da Southwest High School.[2]
Por volta de 1933, Tipton começou a esconder os seios e se apresentar com traços estereotípicos masculinos. Assim que Tipton iniciou uma carreira musical mais séria, ele "decidiu assumir permanentemente o papel de um músico homem", adotando o nome de Billy Lee Tipton. A partir de 1940, Tipton também vivia como homem em sua vida privada.[3]

## Carreira musical

### Primeiros trabalhos
Em 1936, Tipton era o líder de uma banda que tocava na rádio KFXR.[2]. Em 1938, Tipton juntou-se a Louvenie's Western Swingbillies, uma banda que tocaava na rádio KTOK e fez shows regulares em Brown's Tavern.[2]. Em 1940 ele estava em uma tournê pelo Centro-Oeste tocando em bailes com a banda de Scott Cameron.[2] Em 1941 ele iniciou uma temporada de dois anos e meio se apresentando em Joplin, Missouri, no Cotton Club com a banda de George Meyer antes de entrar em turnê com a Ross Carlyle Band por um tempo. Ele então tocou música por dois anos no Texas.[2]

Em 1949, Tipton começou a viajar pelo Noroeste Pacífico com Meyer.[2]. Embora esta turnê estivesse longe de ser glamorosa, as apresentações da banda em Roseburg, Oregon's Shalimar Room, foram gravadas por uma estação de rádio local, então, gravações do seu trabalho durante aquela época ainda existem, incluindo "If I Knew Then" e "Sophisticated Swing".[2] A música característica do trio era "Flying Home", tocada como uma próxima imitação do pianista Teddy Wilson e a banda de Benny Goodman.[4]

À medida em que a banda de George Meyer ficou mais popular, eles começaram a receber mais trabalhos, se apresentando no Boulevard Cluv em Couer d'Aelene, Idaho, dividindo a conta com outros, como The Ink Spots, Delta Rhythm Boys e Billy Eckstine.[2]
Líder de Banda
Tipton começou a tocar piano sozinho em Elks Club, em Longview, Washington, em 1951.[2] Em Longview, ele criou o Billy Tipton Trio, que incluia Dick O'Neil na percussão e Kenny Richards (e depois Ron Kilde) no baixo.[2] O trio ganhou popularidade local.
Em 1959, enquanto estava em turnê no King's Supper Club em Santa Bárbara, Californa, um caçador de talentos da Tops Records os ouviu tocar e lhes ofereceu um contrato.[2] O Billy Tipton Trio gravou dois álbuns de standard de jazz para a Tops: Sweet Georgia Brown e Billy Tipton Plays Hi-Fi on Piano, ambos lançados no início de 1957.[2] Entre as músicas tocadas estavam "Can't Help Lovin' Dat Man", "Willow Weep for Me", "What'll I Do" e "Don't Blame me.[2] Em 1957, ambos os álbuns venderam 17.678 cópias, uma quantia "respeitável" para uma pequena gravadora.
Após o sucesso dos dois álbums, em 1958, o Billy Tipton Trio foi oferecido um cargo como a banda da casa do cassino Holiday Hotel em Reno, Nevada, bem como a banda de abertura para o músico Liberace. Tops Records também convidou o trio para gravar mais 4 álbuns. [2][5] Tipton recusou as duas ofertas, escolhendo se mudar para Spokane, Washington, onde ele havia trabalhado como agente de talentos e o trio se apresentava semanalmente.[2][5]
No final da décade de 1970, com o agravamento da artrite, Tipton se viu forçado a se aposentar da carreira musical.

## Vida Pessoal
Tipton nunca casou legalmente, mas cinco mulheres foram chamadas de Sra. Tipton durante sua vida.[3] Em 1934,[3] Tipton começou a viver com uma mulher chamada Non Earl Harrell.[7] A relação acabou em 1942.[7][8] O sexo de Tipton teria sido escondido das quatro mulheres que mais tarde se autodenominariam "Sra. Tipton".[3] Tipton escondeu delas suas características sexuais dizendo-lhes que havia sofrido um grave acidente de carro, resultamdo em órgãos genitais danificados e costelas quebradas.[2]
O próximo relacionamento de Tipton, com uma cantora conhecida apenas como "June", durou por vários anos.[8] Por sete anos, Tipton viveu com Betty Cox, que tinha 18 anos quando se envolveram. Cox lembrava de Tipton como "o mais fantástico amor da minha vida".[5][9] Em 1954, o relacionamento com Cox teve seu fim, ele então iniciou um relacionamento com uma mulher chamada Maryann.[8] O casal se mudou para Spokane, em Washington, em 1958. Maryann afirmou mais tarde que em 1960, ela descobriu que Tipton havia se envolvido com uma dançarina de boate chamada Kathleen "Kitty" Kelly.[8]
Tipton e Kelly oficialmente ficaram juntos em 1961.[8] Eles adotaram três filhos, John, Scott e William;[5] as adoções não foram legalmente reconhecidas.[10] Após sua separação por volta de 1977, Tipton continuou seu relacionamento com Maryann.[8] Maryann supostamente encontrou a certidão de nascimento de Tipton e quando questionado, não recebeu nenhuma resposta além de um "olhar horrível".[8]

## Morte, tirada do armário póstuma e consequências
Em 1989, Tipton apresentou sintomas que atribuiu ao enfisema que havia contraído por fumar muito e se recusou a chamar um médico. Ele, na verdade, estava sofrendo de uma úlcera péptica hemorrágica que, caso não tratada, seria fatal. Em 21 de janeiro de 1989, seu filho William ligou para os serviços de emergência. Enquanto os paramédicos estavam tentando salvar a vida de Tipton, eles, junto com seu filho, William, descobriram que ele havia sido designado o gênero feminino ao nascer. Essa informação "foi um choque para quase todos, incluindo as mulheres que foram consideradas suas esposas, também como seus filhos e os músicos que viajaram com ele".[1][5] Mais tarde, após ofertas financeiras vindas da imprensa, Kelly e e um dos seus filhos vieram a público sobre a história.[11] O primeiro artigo jornalístico foi publicado um dia após o funeral de Tipton e foi rapidamente reportado pelas agências de notícias. Histórias sobre ele apareceram em uma variedade de jornais, incluindo tabloides como o National Enquirer[12] e Star[13], também como o People,[14][15] The New York Times e The Seattle Times.[10] Membros da família Tipton também fizeram aparições em programas de entrevistas.[13][11][17]
Tipton deixou mais de um testamento: um escrito escritão a mão e não autenticado que deixava tudo para William Jr.; e um secundo, autenticado, deixando tudo para John Clark, o primeiro filho que os Tiptons adotaram.[11] Um tribunal autenticou o primeiro testamento e William herdou quase tudo, John e Scott recebendo um dólar cada.[18] De acordo com um episódio de 2009, do programa documentário The Will: Family Secrets Revealed (tradução livre "O Testamento: Segredos Familiares Revelados"), onde apresentava entrevista com seus três filhos, foi revelado que uma decisão final do tribunal concedeu aos três filhos um total igual dos bens da sua esposa Kitty Tipton (não de Billy Tipton), onde após os honorários dos advogados, totalizava em $35.000 para cada filho.[19] Dois dos seus filhos adotivos mudaram seus nomes logo após descobrirem o gênero designado ao nascer de Tipton, sentindo-se que Tipton havia se comportado de maneira enganosa.[10]

## Obras inspiradas em Tipton
- Stevie Wants to Play the Blues foi uma peça baseada na vida de Tipton, escrita por Eduardo Machado e encenada em Los Angeles, dirigida por Simon Callow e estrelando Amy Madigan e Paula Kelly.[20][21]

- "The Legend of Billy Tipton" (A lenda de Billy Tipton), da banda punk The Video Dead, é sobre a história de Billy Tipton.[22]
- Soita minulle Billy (Me chame de Billy), uma peça finlandesa com Joanna Haartti como Tipton, apresentada no Teatro Jurka em 2011[23] e de novo, em 2012 no Festival Helsinki.[24]
- The Slow Drag (1996), de Carson Kreitzer, um "cabaré de jazz" com uma banda ao vivo no palco apresentando o personagem Johnny Christmas, baseado em Tipton.[25][26][27]
- Trumpet, um romance de 1998 de Jackie Kay, apresentando a história do personagem fictício, um cantor de jazz escocês, Joss Moody, inspirado em Tipton.[28]
- The Tiptons Sax Quartet , previamente conhecido como The Billy Tipton Memorial Saxophone Quartet (O Quarteto de Saxofones Memorial Billy Tipton), é um quarteto saxofones de jazz de Seattle, Washington. O nome do quarteto é inspirado em Tipton.[29]
- Um musical de cabaré chamado A Girl Named Bill (Uma garota chamada Bill), estrelando Nellie McKay, conta a história de Tipton.[29]
- No Ordinary Man, um filme documentário sobre Tipton, de Aisling Chin-Yee e Chase Joynt, estreou em 2020 no Festival Internacional de Cinema de Toronto.[30]

## Discografia
- "Sweet Georgia Brown" Tops Records L1522 (1957)
- "Billy Tipton Plays Hi-Fi on Piano" Tops Records L1534 (1957)